# David Martínez de Aguirre Guinea
David Martínez de Aguirre Guinea, O.P. (Vitoria, Álava, 10 de enero de 1970) es un religioso dominico español que actualmente es obispo titular de Izirzada y vicario apostólico de Puerto Maldonado, en Perú.

## Biografía

### Primeros años
Estudió primaria y secundaria en el colegio Marianistas Santa María Ikastetxea de Vitoria. El 18 de septiembre de 1993, realizó su profesión en la Orden de Predicadores. A continuación, estudió en el Instituto Superior de Filosofía de Valladolid (1993-1995) y, posteriormente, en la Facultad de Teología de San Esteban en Salamanca (1995-1998). Seguidamente, se licenció en teología bíblica en la Universidad de Deusto en Bilbao. Entre 1998-2000, realizó un curso en la Escuela Bíblica y Arqueológica Francesa de Jerusalén. El 11 de diciembre de 1999 fue ordenado sacerdote y fue párroco de la Parroquia de la Encarnación de Bilbao.

### Misión en Perú
En el año 2000 se trasladó a Perú para ser misionero en la Amazonia. Estuvo en la misión de San José de Koribeni, en el Vicariato Apostólico de Puerto Maldonado, siendo además, profesor de teología bíblica en el seminario. Entre 2001 y 2014 se encargó de la misión de Kirigueti. Fue también, consejero del Vicariato Regional Santa Rosa de Lima. Posteriormente, fue responsable de la misión San Pedro Mártir de Timpía, miembro del centro cultural José Pío Aza, de Lima, y desarrolló diferentes proyectos educativos y pastorales en colaboración con el Secretariado de Misiones Dominicanas.

### Obispo
El 8 de julio de 2014 el Papa Francisco lo nombró obispo coadjutor. Fue consagrado obispo el 11 de octubre de 2014. Con la renuncia de Francisco González Hernández, O.P., se convirtió en vicario apostólico.
El 8 de marzo de 2018, el papa lo nombró miembro del consejo presinodal del Sínodo para la Amazonia, en el que fue secretario especial junto a Michael Card. Czerny. A la finalización del sínodo, la asamblea sinodal lo designó miembro del consejo especial. El 29 de junio de 2020 fue elegido vicepresidente de la Conferencia Eclesial de la Amazonía.

Esperamos que el Sínodo genere conciencia de que la región amazónica no es solo una despensa para ser asaltada por sus recursos, sino un espacio para ser protegido. Somos una Iglesia amazónica, con el lema «La Amazonia en el centro». Debemos garantizar a los pueblos de la Amazonía una participación más fuerte en la Iglesia y que su contribución nos muestre el rostro de Cristo y pueda enriquecernos.